# Max Schmidt (Politikwissenschaftler)

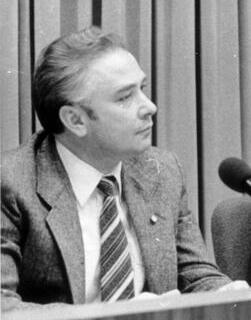
Max Schmidt, 1980

Max Schmidt (* 6. Januar 1932 in Mühlhausen; † 8. Januar 2018) war ein deutscher Politikwissenschaftler und SED-Funktionär. Er gilt als einer der Pioniere der Friedens- und Konfliktforschung in der DDR.

## Leben
Schmidt, Sohn eines Kellners, war nach dem Abitur beim Arbeitsamt und am Gericht Mühlhausen beschäftigt. Ab 1951 war er bei der SDAG Wismut in Oberschlema tätig. Er trat 1953 in die Sozialistische Einheitspartei Deutschlands (SED) ein. Er legte die Fachschul-Lehrerprüfung für Gesellschaftswissenschaften an der Verwaltungsschule „Edwin Hoernle“ in Weimar ab und war anschließend Lehrer an dieser Schule. Von 1954 bis 1957 studierte er Politikwissenschaft und Rechtswissenschaft an der Akademie für Staats- und Rechtswissenschaften der DDR sowie in Berlin; danach absolvierte er ein postgraduales Studium in Moskau. Er promovierte 1972 am Institut für Gesellschaftswissenschaften (IfG) beim ZK der SED mit einem Thema aus dem Bereich der Imperialismustheorie; 1984 erfolgte die Habilitation.
Ab 1959 war er wissenschaftlicher Mitarbeiter der Abteilung Staats- und Rechtsfragen beim ZK der SED, von 1965 bis 1973 Sektorenleiter und stellvertretender Abteilungsleiter in der Westabteilung des ZK der SED.
In den Jahren 1973 bis 1990 war Schmidt Direktor des Instituts für Internationale Politik und Wirtschaft in Ost-Berlin (Nachfolger von Herbert Häber); dort war er auch ab 1980 als ordentlicher Professor für Politische Ökonomie tätig. Bereits ab 1974 war er Professor am IfG. Bis zu deren Auflösung war er Korrespondierendes Mitglied der Akademie der Wissenschaften der DDR, innerhalb derer er den Wissenschaftlichen Rat für Friedensforschung mitgründete und leitete. Schmidt war stellvertretender Vorsitzender des 1974 an der Akademie der Wissenschaften der DDR gegründeten Nationalkomitees für politische Wissenschaften der DDR (Vorsitzender: Karl-Heinz Röder). Ende der 1980er-Jahre war er Vorstandsmitglied des Internationalen Instituts für den Frieden in Wien. Ab 1982 war er Vizepräsident des Friedensrates der DDR. Ab 1985 arbeitete er im Institute for East-West-Security-Studies in New York mit, ab 1986 im Institut für Friedensforschung und Sicherheitspolitik der Universität Hamburg und bis 1989 im Konfliktforschungsinstitut SIPRI in Stockholm. 1988 wurde er Vorstandsmitglied und Vorsitzender des wissenschaftlichen Beirats des Internationalen Instituts für den Frieden in Wien. 1992 wurde er in den Vorruhestand versetzt.
Schmidt war Mitglied der Leibniz-Sozietät der Wissenschaften zu Berlin. 1995 bis 1998 war er Wissenschaftlicher Mitarbeiter für internationale Fragen der PDS-Gruppe im Deutschen Bundestag.
Schmidt lebte zuletzt in Peuschen und starb zwei Tage nach seinem 86. Geburtstag.

## Auszeichnungen
- 1979 Orden Banner der Arbeit Stufe I
- 1982 Orden Stern der Völkerfreundschaft in Silber
- 1986 Vaterländischer Verdienstorden in Gold

## Schriften
- (mit Karl-Heinz Röder): Politische Theorie und gesellschaftliche Praxis. Zu den Ergebnissen des X. Weltkongresses der Internationalen Vereinigung für Politische Wissenschaft (IPSA) in Edinburgh vom 16. – 21.08.1976, in: Einheit 12/76, Seite 1369 ff.
- (als Hrsg.): US-Militär-Politik auf Kriegskurs, 1984, ISBN 3-88012-706-9
- Imperialistische Strategie und Politik in der Systemauseinandersetzung, in: IPW-Forschungshefte, Heft 4/1985
- (mit Wolfgang Schwarz): Für die Zukunft der Menschheit: neues Denken und Handeln, 1988, ISBN 3-329-00422-3
- Globalität – Grundzug heutigen politischen Denkens und Handelns, in: Karl-Heinz Röder (Hrsg.): Der Frieden und die politische Theorie der Gegenwart, Ost-Berlin, 1988, ISBN 3-329-00377-4, S. 142 ff.
- Sicherheit durch Sicherheitsrat? Kann der Sicherheitsrat der Vereinten Nationen demokratisiert werden? In: Gewaltfrieden nach dem Willen der einzigen Weltmacht? Wege aus der Gefahr. Beiträge zum 11. Dresdner Friedenssymposium am 22. Februar 2003. (Hrsg.) Dresdener Studiengemeinschaft Sicherheitspolitik (DSS) e. V.: DSS-Arbeitspapiere, Dresden 2003, Heft 65, S. 42–58. slub.qucosa.de
- Europäisierung der Friedenssicherung – Macht die OSZE noch Sinn? In: Gemeinsame Sicherheit – ein schwieriger Lernprozess. Prof. Dr. Rolf Lehmann zum 70. Geburtstag. (Hrsg.) Dresdener Studiengemeinschaft Sicherheitspolitik (DSS) e. V.: DSS-Arbeitspapiere, Dresden 2005, Heft 70, S. 81–99. urn:nbn:de:bsz:14-qucosa2-340207
- Friedensforschung in Zusammenarbeit mit der Militärakademie „Friedrich Engels“. In: Militärakademie „Friedrich Engels“. Historisch-kritische Nachbetrachtung zum 50. Jahrestag ihrer Gründung. Beiträge zum Kolloquium am 10. Januar 2009 im Rathaus Dresden.(Hrsg.) Dresdener Studiengemeinschaft Sicherheitspolitik (DSS) e. V.: DSS-Arbeitspapiere, Dresden 2009, Heft 95, S. 98–116. urn:nbn:de:bsz:14-qucosa2-321515